# Palmira Pla Pechovierto
Palmira Pla Pechovierto (Cretas, Teruel, 31 de marzo de 1914-Castellón de la Plana, 27 de agosto de 2007) fue una pedagoga, maestra y política socialista española.

## Biografía
Hija de un guardia civil, vivió algunos años en La Puebla de Híjar y Cedrillas, y después en Barcelona y Valencia, pero regresó a Teruel para finalizar sus estudios en la Escuela de Magisterio en julio de 1936. Ese mismo mes dio comienzo la Guerra Civil. Durante el conflicto trabajó como maestra y delegada de Colonias Escolares en Aragón, pero hacia el final del mismo, con el avance de los sublevados, debió exiliarse en Francia, cruzando la frontera por los pirineos oscenses en compañía de otros cuatro maestros de Jaca. En Francia conoció al que sería su marido, Adolfo Jimeno Velilla, y sufrió las penurias de la ocupación del país por la Alemania nazi. 

## Trayectoria
En 1945 participó como delegada en el congreso del Partido Socialista Obrero Español (PSOE) en el exilio. En 1947 se marchó para establecerse en Venezuela. Allí residió en Maracay, donde, junto a su marido, fundó el Instituto Calicanto, que seguía la pedagogía de la  Institución Libre de Enseñanza, y donde impartió clases hasta su regreso a España en la década de 1970.
Al llegar a España se estableció en Valdealgorfa, donde trabajó como maestra. En las primeras elecciones democráticas tras la dictadura (1977), fue elegida diputada al Congreso por la circunscripción de Castellón dentro de la candidatura del PSOE. Después fue concejal de Cultura en Benicasim. Siguió como profesora en Almazora y destinó los ingresos de la venta del Instituto Calicanto, a crear un fondo económico de ayuda para que los estudiantes universitarios venezolanos pudieran formarse en España, fondo que se convirtió en la Fundación Adopal, vinculada a la Universidad Carlos III de Madrid.
Palmira Pla Pechovierto ha sido motivo de estudios en la universidad como pone de manifiesto el trabajo de Lucía Ezquerra Azor, Dejar atrás una Europa en ruinas: el exilio pedagógico de Palmira Plá Pechovierto en la Facultad de Ciencias Humanas y de la Educación en el Campus de Huesca, de la Universidad de Zaragoza.